# Музей сахара
Музей сахара — музей в Берлине, Германия. Посвящён истории изготовления и технологии производства сахара. Открыт 8 мая 1904 года вместе с институтом сахарной промышленности. В настоящее время входит в состав немецкого технического музея.
Строительство музея велось с 1901 по 1903 годы под руководством Антона Адамса. Вход в музей осуществляется через портал в асимметрично расположенной, четырёхэтажной башне высотой 33 метра. На вершине башни находятся солнечные часы. Главная лестница внутри здания украшена мрамором. Имеется грузовой лифт. Площадь выставочных экспозиций составляет около 450 м².

## Постоянные экспозиции
- Сахарный тростник — проводится знакомство с происхождением и производством сахарного тростника.
- Рабство — показывается, как рабы производили сахар для жителей Европы.
- Производство сахара — знакомство с сахарной свеклой.
- Нет алкоголя без сахара — посетители узнают, что сахар — важнейший компонент производства спирта.
- Сахар эпохи колонизации — показываются рисунки, иллюстрирующие производство сахара на колонизированных территориях.
- Сахарная свёкла в Пруссии — рассказывает, как сахар переходит из предметов роскоши в общедоступный продукт в Пруссии.
- Мир без сахара — показывает рисунки на тему: Мир без сахара — что будет?

## Галерея
- Воронка и сосуд для кристаллизации сахара на Кипре (XV век)
- Печать, на которой показывается консервирование фруктов с использованием сахара (XVII век)
- Карикатура на короля Георга III, бойкотировавшего сахар
- Мельница сахарного тростника из Боливии
- Сахар, как предмет роскоши, показывается в дорогой чаше
- Мельница сахарного тростника в Бразилии (вторая половина XIX века)
- Лаборатория на заводе по производству сахара (1900 год)
- Сахарная скульптура, Бранденбургские ворота